# Smithsonimonas abbotii
Smithsonimonas abbotii là một loài tảo trong họ Chlamydomonadaceae, thuộc chi Smithsonimonas.